# ソロモン (ガンダムシリーズ)
ソロモン（SOLOMON）は、アニメ『機動戦士ガンダム』『機動戦士ガンダム0083 STARDUST MEMORY』などのガンダムシリーズ劇中に登場する架空の宇宙要塞。
元々は「ルナツー」などと同じく資源採掘用にアステロイドベルトから運ばれてきた小惑星だったが、一年戦争前にジオン公国が軍事用に改装して宇宙要塞となる。地球連邦軍による占領後はコンペイトウ（Confeito）と改称し、引き続き軍事要塞として使用された。なお、OVA『機動戦士ガンダム0083 STARDUST MEMORY』以降の設定ではコンペイ島という表記も見られる。

## 一年戦争時
旧サイド1宙域に位置し、宇宙世紀0079年の一年戦争時には「ア・バオア・クー」「グラナダ」と共に、ジオン公国の本国であるサイド3を守る重要拠点の一つとなり、ドズル・ザビ中将が司令官を務めた。一年戦争末期、宇宙空間に進出した地球連邦軍の反攻作戦第1弾である「チェンバロ作戦」の攻略目標とされ、0079年12月24日から翌日にかけ、地球連邦軍のティアンム提督率いる第2連合艦隊との間で大規模な攻防戦が繰り広げられた。なお、漫画『機動戦士ガンダム MSV-R 宇宙世紀英雄伝説 虹霓のシン・マツナガ』では、0079年9月の「アンタレス作戦」など、チェンバロ作戦以前にも複数回の攻略戦が行なわれたことになっている。
地球連邦軍の侵攻が差し迫った状況にもかかわらず、ジオン側ではザビ家内の派閥抗争で前線への効果的な戦力集中が実現されずにいた。漫画『機動戦士ガンダム THE ORIGIN』では、政治的理由で増援を出し渋るギレンとキシリアに対し、ドズルは「あの政治かぶれどもはいつか公国を滅ぼす」と憤慨している。ギレンの方はソロモンを一度捨て石にして連邦軍に消耗を強いてから再度奪還すればいいとも考えており、ドズル戦死の報せに落胆するデギンに対して「（ソロモン死守にこだわった）武人の意地があれを滅ぼしたのです」と冷淡に言い放っている。

## ソロモン攻略戦

### チェンバロ作戦
ジオン軍のジャブロー降下作戦を撃退した後、宇宙空間に進出した地球連邦軍は宇宙要塞ルナツーに着陣し、所有する13個の艦隊からレビル将軍直率の第1連合艦隊（第1、第4、第6、第7艦隊）と、ティアンム提督指揮の第2連合艦隊（第2、第3、第5、第9、第11、第13艦隊）を編制した。第1連合艦隊は予備として後方に控えつつグラナダやア・バオア・クー方面からのジオン軍に備え、第2連合艦隊がソロモンに向かった。宇宙要塞ソロモンは要塞砲、衛星ミサイル、浮き砲台などを全方位に張り巡らせた鉄壁の防衛ラインを築いており、正攻法が困難であることを悟った連邦側は、太陽光を反射させた膨大なビーム束を放つソーラシステムで防衛ラインに大きな穴を開け、そこから一気に全軍を突入させる作戦を立てた。ソロモンの左方にはサイド1の残骸があり、右方にはサイド4の残骸があった。ティアンム提督は第3艦隊をサイド4に潜ませて陽動部隊とし、その他の艦隊からなる本隊をサイド1の背後に待機させた。第3艦隊が敵の注意を引き付けている間に、本隊が素早くソーラーパネルを組み立てるという算段だった。作戦開始時間はサイド1残骸が太陽光反射に適した位置まで周回する1時間ほど前と定められた。作戦の鍵を握るワッケイン大佐の第3艦隊にはモビルスーツ (MS) 隊が集中配備され、第13独立戦隊（ホワイトベース隊）も所属していた。

### 作戦開始
サイド4残骸から姿を現したワッケイン大佐率いる第3艦隊は、まずパブリク戦闘艇の部隊を出撃させた。その目的は、ミノフスキー粒子を利用したビーム撹乱幕を敷設してソロモンのビーム攻撃を無効化することだった。パブリク部隊は、要塞の対空砲火とガトル戦闘爆撃機の迎撃に晒されて多くの撃墜機を出しながらもビーム撹乱幕の敷設に成功した。続けてワッケイン大佐はMS部隊を艦隊前面に展開して防衛ラインに突入する構えを見せ、対するソロモン要塞司令官ドズル・ザビもMS部隊を出撃させた。
ミノフスキー粒子の影響でレーダーが妨害される中、第3艦隊の艦艇数の少なさから囮部隊の可能性を察知したドズルは、索敵機を飛ばして敵本隊の発見に全力を挙げていたが、サイド4方向で繰り広げられているMS戦も激しさを増していた。ドズルがこの方面の決着をつけるべくMS部隊の集中投入を決断したことから、機数には諸説あるが少なくとも両軍合わせて1千機以上のMSが宇宙空間で入り乱れて戦う大規模MS戦が発生した。これは取り分け技量未熟な者が多い連邦側には大きな試練となったが、あらかじめ指導されていた三機一体の行動方針に助けられてそれなりに善戦していた。ジオン側の主力MSはザクIIとリックドムであり、連邦側はジムとボールであった。

### ソーラ・システム
サイド4方向で最低15分以上の敵軍拘束を厳命されていた第3艦隊はその任務を果たしつつあり、サイド1にいた第二連合艦隊本隊はソーラーパネル400万枚の組み立てをほぼ終えていた。ようやくこれを発見したドズルは即座に長距離ビーム攻撃を命じたが、先に敷設されていたビーム撹乱幕に打ち消されて届かず、衛星ミサイルの方は遠距離軌道上のサイド1残骸に妨げられて命中は見込めなかった。連邦軍の狙いに気付いたドズルは戦艦グワランを中核とする主力艦隊の出撃を急がせ、ソーラ・システムの破壊を命じた。また、サイド4方向で交戦中のMS隊にも同様の命令を下そうとしたが、すでに混戦状態にあったので適わなかった。ドズルは副官のラコック大佐から月面基地グラナダのキシリアに援軍を求めてはどうかと進言されるが、これを退けている。
ティアンム提督が照射命令を発し、ソーラ・システムから放たれた膨大な太陽光線ビームは、針路上の衛星ミサイルと浮き砲台を呑み込みつつ、ソロモンの第6スペースゲートを粉砕して繋留艦隊もろとも一瞬で蒸発させた。さらに、焦点をずらしながら要塞本体をえぐるようにして照射は続けられ、ソロモンは要塞設備と守備部隊の双方が甚大な被害を受けた。辛くも照射を免れたソロモン主力艦隊はそのまま突進を続け、ソーラ・システムの前面に躍り出た第二連合艦隊との間で激しい艦隊戦が始まった。その中でソーラ・システムの一部が破壊されたが、ソロモン主力艦隊も多数の艦艇が被弾大破して音信不通となり、敵艦列を撃ち崩した第二連合艦隊はティアンム提督の号令のもと、防衛ラインに開いた穴からソロモン要塞へ一斉に突入した。
形勢不利に陥ったドズルは、サイド4方面のMS隊を呼び戻すと共に全防衛ラインを放棄し、敵艦隊を要塞本体まで引き付けて叩く水際迎撃作戦に切り替えると、妻子や侍女たちを避難カプセルに乗せて脱出させた。また、同時刻に月面基地グラナダの司令官キシリア・ザビは、マ・クベ大佐の艦隊とシャア・アズナブル大佐のザンジバル隊のソロモン派遣を決めたが、両者から「間に合うとは思えんが」「明らかに遅すぎる援軍」と呟かれている。

### ソロモン陥落
ソーラ・システム照射による被害は大きく、連邦側のMSにも取り付かれて要塞内部まで侵入されたソロモンは、指揮系統が寸断したこともあり、もはや組織的抵抗が不可能な状態にまで追い込まれていた。ドズルはソロモンの放棄を決断し、残存艦艇およびMS隊に総退却を命じると、自身がそのしんがりとなるべくモビルアーマー (MA) のビグ・ザムに乗り込み、陣頭指揮に立った。ソロモンから脱出してア・バオア・クー方面へ向かうソロモン残存艦隊を確認したティアンム提督は二度目のソーラ・システム照射を指示し、撤退中の艦艇の大半を葬り去った。
ジオン側の損失は目を覆うばかりのものとなったが、味方を逃すための捨て石になったドズルが乗るビグ・ザムの特攻は結果的に絶妙なタイミングになった。ソロモン要塞に肉迫していた第二連合艦隊にそのまま突入したビグ・ザムは縦横無尽に暴れ回り、メガ粒子砲を放ちながら連邦軍艦艇を次々と撃沈していった。この局地的な逆転劇で第二連合艦隊は壊乱状態となり、旗艦タイタンもメガ粒子砲の射程に捉えられてティアンム提督と共に爆沈した。直後に救援に駆け付けて来た第3艦隊のMS隊がビグ・ザムを包囲して集中攻撃を加え、第13独立戦隊のガンダムが止めを刺し、爆炎に包まれて崩落するビグ・ザムと共にドズルも戦死した。
こうして大勢が決した頃、マ・クベ大佐のグラナダ艦隊がソロモン近辺まで到着していたがすでに手遅れであり、ドズルの妻子らを乗せた避難カプセルを発見して収容した後、素早く撤退した。また、ア・バオア・クー方面へ逃れるソロモン残存艦隊の追撃戦も行なわれたが、こちらは反撃を受けて大きな被害を出したとされる。

### その後
連邦軍側はソーラ・システムを活用して作戦を順調に進めたが、陥落目前のビグ・ザムの反撃で大きな被害を出し、結果的に宇宙戦艦の半数を喪失することになった。また、MS隊もパイロットの錬度不足の割に善戦したとはいえ半数近くの撃墜機を出した。序盤のパブリク戦闘艇は強行任務が祟って8割が未帰還となっている。ティアンム提督が戦死して艦艇とMSの損失も比較的大きかったことから、続く星一号作戦に向けては再び全軍の再編制が為された。第一連合艦隊と第二連合艦隊は解散し、全艦隊は3個の「大隊」に分割されてジオン本土の攻略戦に臨んだ。
ソロモンを占領した地球連邦軍はこの要塞を「コンペイトウ」と名付け、星一号作戦の足がかりとして利用した。コンペイトウに着陣した地球連邦軍の各艦隊が戦力の再編制と要塞施設の修理修繕を行っていた頃、前述のザンジバル隊から派遣されたMAのエルメスによる長距離遠隔攻撃を受け、周辺にいた数隻の艦船が沈められている。連邦側はエルメスから放たれた小型兵器ビットを視認できず、「ラ・ラ」という音と共に突然爆発が起きたと錯覚したため、ソロモンに巣食う悪霊の仕業と噂されるようになった。

## 小説版の展開
富野喜幸名義で書かれた小説版にもアニメ版同様、ドズル・ザビが指揮を執るジオン軍最前線基地という設定で登場するが、展開は大幅に異なる。
宇宙での反攻作戦を開始した連邦軍は、ジオンの大方の予想（第1目標はソロモン）の裏をかく形で、月のグラナダへ侵攻した。これを陽動と見たギレンやドズルが共に援軍を派遣しなかったことにより、孤立したグラナダはキシリアの政治的および感情的判断に基づく早期撤退も重なり、あっけなく陥落する。
次の連邦の目標はソロモンであろうとドズルは意気込むが、連邦軍艦隊は目標を一気にア・バオア・クーへ定め、ソロモンは完全に無視されてしまう。これに激怒したドズルは連邦艦隊の背後を突くべく、戦艦ガンドワを旗艦とする艦隊を編成し、直卒した。また、ドロス級空母ミドロを主力とする艦隊が遅れて出撃したことから、ソロモン艦隊は結果として二手に分かれて連邦軍を挟撃することとなった。
その後、ガンドワ隊やミドロ隊はコレヒドール宙域（ソロモンとア・バオア・クーの中間地点）で連邦軍に追いつき、猛攻を仕掛ける。この時点で連邦艦隊はア・バオア・クーの防衛戦に攻撃をかけており、ドズルらはその背後を突くとともに正面のア・バオア・クー守備隊と挟撃する形となった。しかし、ペガサスJ（ジュニア）から発進したアムロ・レイ中尉のG-3ガンダムを中心としたMS部隊に攻撃されたガンドワ隊は壊滅的な打撃を蒙り、ドズルは乗り込んだ巨大MAビグ・ザムごと戦死した。皮肉にも、大艦巨砲主義がMSの機動力に惨敗を喫したルウム戦役の二の舞を逆に自ら演じてしまう結果となった。
その後も残るミドロ艦隊は連邦艦隊の背後に打撃を与え続けたが、連邦艦隊は司令部の伝達ミスも相まって全戦力を反転させ、ミドロ艦隊に戦力を集中して殲滅した。結局、宇宙要塞ソロモンは戦場となることなく無傷のまま、終戦を迎えることとなる。

## 一年戦争終結後
コンペイトウと名を改めたソロモンは、地球連邦軍の一拠点として使用されていた。周辺宙域には先のソロモン海戦で発生したデブリが散乱しており、その中に無人の警備衛星を潜ませている。また、周辺宙域を複数の管制区に分割した防衛体制を取っていた。
宇宙世紀0083年11月10日、連邦軍の威信をジオン公国軍残党や一般市民などに示すための観艦式が執り行われるが、この式典を当時の地球圏におけるジオン軍残党最大勢力「デラーズ・フリート」が襲撃し、周辺宙域で激しいMS戦が展開される。実はこのMS部隊は囮に過ぎず、上述のデブリ帯を経由してアナベル・ガトー少佐が操縦するガンダム試作2号機が防衛網を突破する。艦隊に急接近したガンダム試作2号機が旗艦バーミンガムに向けてアトミック・バズーカを放った結果、艦隊は3分の2（実質的に連邦軍が保有する艦艇の過半数）を撃沈ないし行動不能にされた。
ただし、この一撃を受けてもコンペイトウの基地機能が完全に失われたわけではなく、後のグリプス戦役においてはティターンズの拠点の1つとして運用され、内部の工廠ではガンダムTR-1をはじめとするTRシリーズの機体が開発された。戦役末期にはエゥーゴの攻撃や要塞内部のシンパの武装決起によって陥落し、それ以降は再び連邦軍の鎮守府として第一次ネオ・ジオン抗争においても引き続き運用された。
映画『機動戦士ガンダム 逆襲のシャア』の少し前の時代を舞台とする漫画『機動戦士ガンダム MSV-R ジョニー・ライデンの帰還』では単行本第13巻以降にコンペイトウが登場しており、引き続き連邦軍の宇宙要塞として使用されている。
第二次ネオ・ジオン抗争以後は、旧サイド1宙域が主戦場となることがなかったため、登場していない。ただし、漫画『機動戦士ガンダムF90』ではコンペイ島という発言があることから、宇宙世紀0120年代においても連邦軍の宇宙要塞として使用されていることがうかがえる。

## 『機動戦士Gundam GQuuuuuuX』の展開
シャアがサイド7でガンダムとペガサス（ホワイトベース）を奪取した世界線を描いたテレビアニメ『機動戦士Gundam GQuuuuuuX』では、連邦軍のソロモン攻略は原典同様に行われたものの、ドズルのビグ・ザムを倒したのはセイラの搭乗する量産MS「軽キャノン」となっている。また接収後のソロモンで連邦軍艦艇を多数沈めたのも、シャアの専用機として赤くリペイントされサイコミュとビットを搭載した「赤いガンダム」と、シャリア・ブルの青いドムになっている。
その後、連邦軍劣勢の戦局の中、ルナツー攻略にジオンの宇宙戦力の多くが振り向けられた間隙を縫って、ワッケインの指揮の下でキシリア・ザビの座する月面都市グラナダにソロモンを墜落させる作戦が実施される。これに対し、ジオンはシャアの指揮下で月に残っていた強襲揚陸艦ソドン（ペガサスの改装艦）および3隻のムサイのみの「なぐりこみ艦隊」でソロモンに強行揚陸し、核爆弾化したザクを設置して爆破、ソロモンの一部を分離して軌道を変える作戦に出る（第2次ソロモン会戦）。作戦中、シャアの赤いガンダムがセイラの軽キャノンと交戦、直後にサイコミュの暴走現象「ゼクノヴァ」の発生によりシャアと赤いガンダム、そしてソロモンの一部が消失した。質量損失によりソロモンはグラナダへの墜落を免れ、ルナツーと共にすべての宇宙での拠点を失った地球連邦軍は戦争継続を断念、ジオンとの休戦協定に至る。
月の孫衛星となったソロモンは、0085年時点でもグラナダ上空に浮かんでいる。